# Sceliphron caementarium
La vespa muratrice (Sceliphron caementarium (Drury, 1773)), è una specie di vespa solitaria appartenente alla famiglia Sphecidae.

## Descrizione
La vespa muratrice può raggiungere la lunghezza di 24-28 millimetri. Il peziolo è molto sottile, ed è lungo approssimativamente il doppio del resto dell'addome. Il corpo di questa vespa è prevalentemente nero, fatta eccezione per alcune macchie gialle spesso presenti sul torace. Le ali sono di colore tendente al marrone.

## Biologia
Sono insetti solitari che prediligono le zone soleggiate ma costruiscono nidi di fango in luoghi protetti e ombreggiati, spesso di origine antropica come ponti, fienili, portici aperti o sotto la grondaia delle case. Grazie alla loro natura pacifica le punture sono piuttosto rare ma i nidi vengono difesi in modo aggressivo.
Il nido di fango è composto da una serie di celle, a volte di forma cilindrica, che formano una struttura resistente che può raggiungere quasi le dimensioni di un pugno. Dopo la costruzione di una cella, la femmina cattura dei ragni e pungendoli li paralizza con il suo veleno per poi inserirli nel nido, dopodiché deposita un unico uovo e sigilla la cella con il fango. Dopo aver terminato una serie di celle, se ne va e lascia che la larva cresca e si nutra autonomamente dei ragni fino a poter uscire. Di solito un nido può contenere dalle 3 alle 5 larve, mentre il numero di ragni necessario a sfamare i piccoli superano la decina.
Gli adulti possono essere visti in piena estate mentre si nutrono di nettare di fiori, in particolare di pizzo della carota, pastinaca e pastinaca d'acqua (Sium suave, Sium latifolium, Berula erecta). Hanno un basso tasso di riproduzione.

## Distribuzione e habitat
È diffusa in Canada, Stati Uniti, America centrale e nei Caraibi, ed è stata introdotta in molte isole del Pacifico (Australia, Hawaii e Giappone), in Perù e in Europa, dove si è affermata nel bacino Mediterraneo occidentale.

## Galleria d'immagini

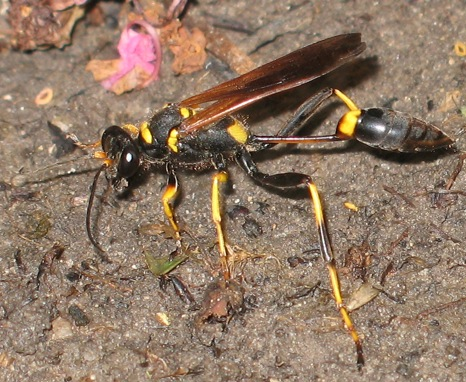
S. caementarium che raccoglie fango.
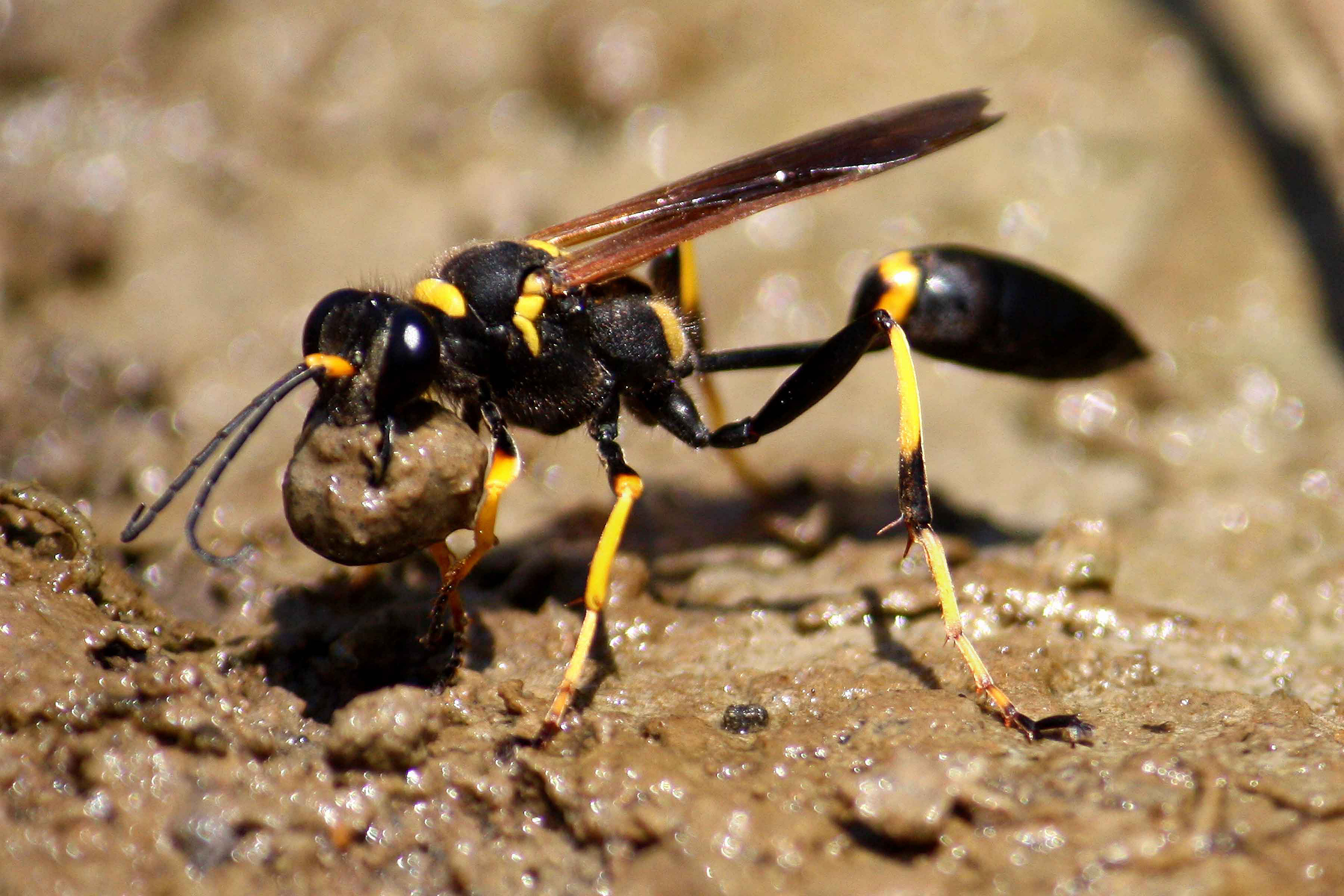
S. caementarium con un carico di fango, poco prima del decollo.
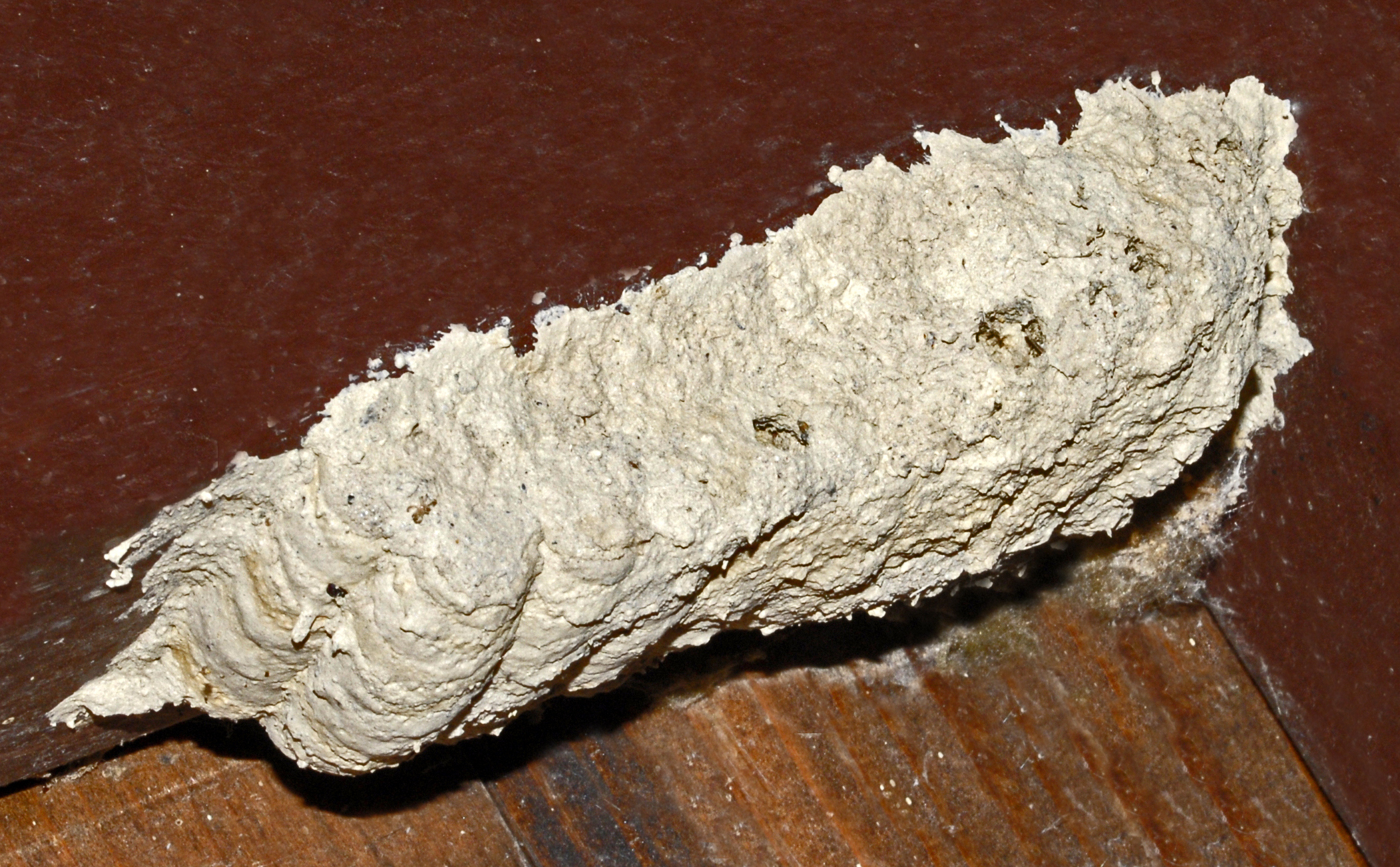
Un nido contenente le celle ricoperte di fango.
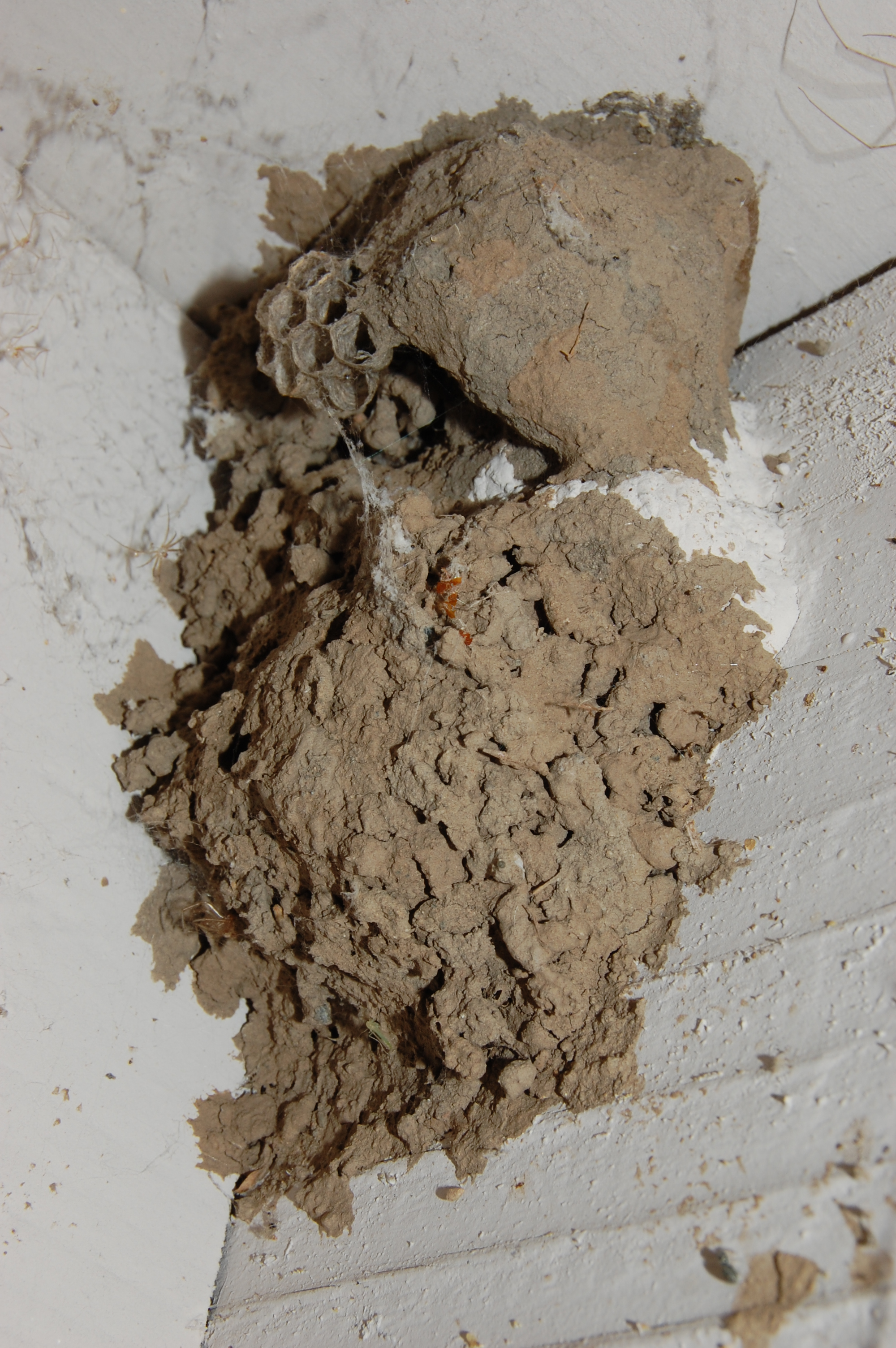
Un altro nido.
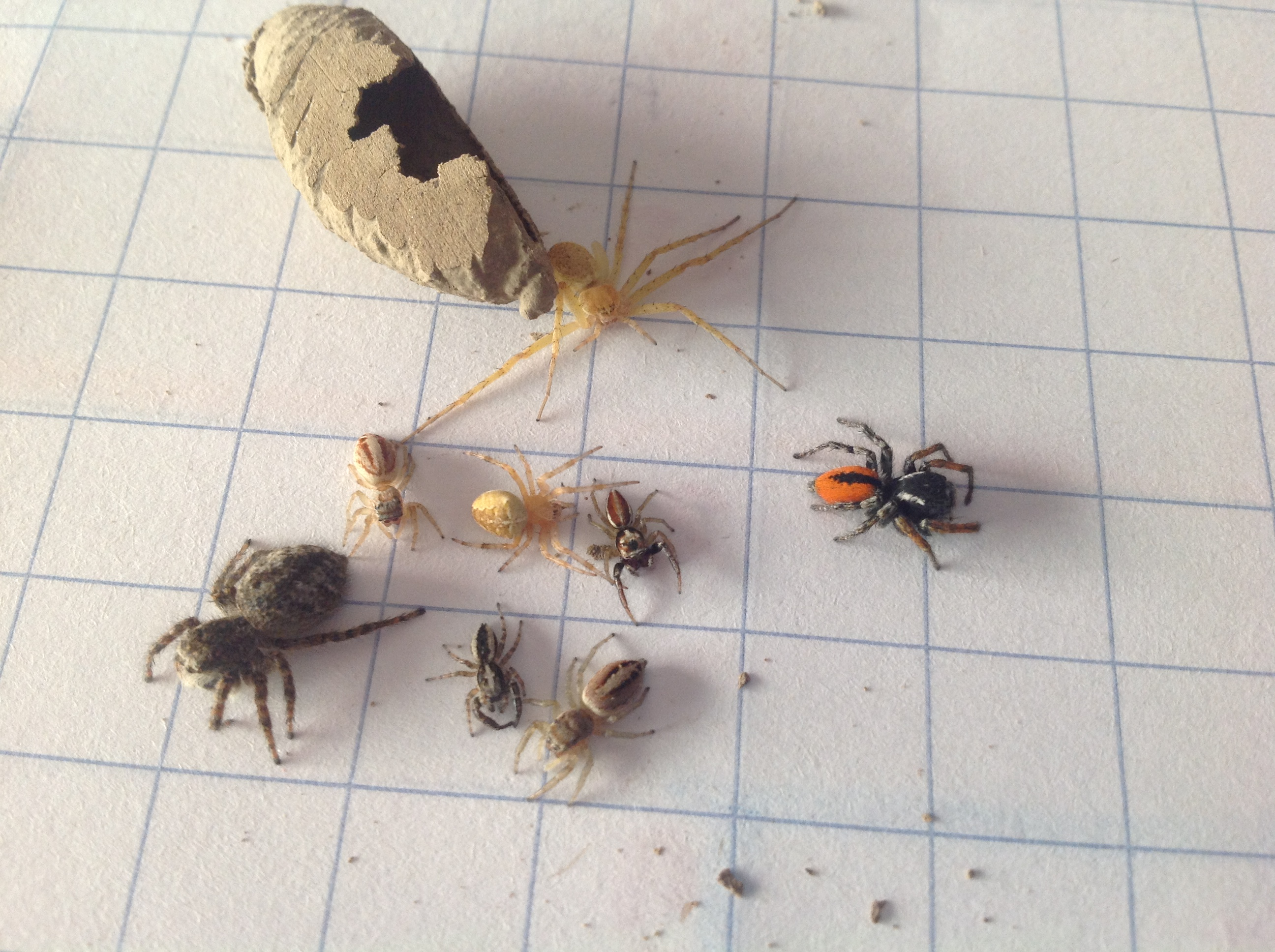
Ragni paralizzati usati come provviste larvali raccolte da un nido.